# Bartosz Konopka
Bartosz Konopka (Myślenice, 8 de setembro de 1972) é um cineasta polonês. Como reconhecimento, foi nomeado ao Oscar 2010 na categoria de Melhor Documentário em Curta-metragem por Rabbit à la Berlin.